# Soraia Santos
Soraia Neudil dos Santos (nascida em 13 de janeiro de 1984, em São Paulo) é uma jogadora brasileira de vôlei. Ela tem 1.91m de altura e atua como atacante.
Fez parte da Seleção Brasileira Feminina Infanto-Juvenil de vôlei que disputou o Campeonato Mundial de 2001, junto com Fabiana Claudino, Thaizze Oliveira, Nikolle Correa, Fernanda Garay, Alessandra Sperb, Elizabeth Hintemann, Danielle Lins, Fernanda Gritzbach e outras.

## Clubes
| Clube                       | De                | At               |
| --------------------------- | ----------------- | ---------------- |
| EC Pinheiros                | 2003-2004         | 2003-2004        |
| Automóvel Clube de Campos   | 2004-2005         | 2004-2005        |
| Regatas do Flamengo Clube   | 2005-2006         | 2005-2006        |
| Rio de Janeiro Volei Clube  | 2006-2007         | 2006-2007        |
| Macaé Esportes              | 2007-2007         | 2007-2007        |
| Vôlei Futuro                | 2007-2008         | 2007-2008        |
| Praia Clube                 | 2008-2008         | 2008-2008        |
| Brunelli Voleibol           | 2008-2009         | 2008-2009        |
| Voleibol Clube 1999 Busnago | 2009-2010         | 2009-2010        |
| Voleibol Santa Croce        | 2010-2011         | 2010-2011        |
| Voleibol Clube 1999 Busnago | 2011-2012         | 2011-2012        |
| Budowlani Lodz              | Outubro de 2012   | dezembro de 2012 |
| Universidade Gazi           | Janeiro de 2013   | abril de 2013    |
| Voleibol Crovegli           | Janeiro de 2014   | maio de 2014     |
| Volalto Caserta             | 2014-2015         | 2014-2015        |
| Ordu Telekom SK             | fevereiro de 2016 | mai de 2016      |

## Prêmios
- Campeonato Brasileiro
  - Vencedora: 2007